# Tomasz Sarara
Tomasz Sarara (ur. 31 maja 1985 w Krakowie) – polski kick-bokser, bokser oraz zawodnik MMA. Wielokrotny mistrz Polski w kickboxingu. Zwycięzca bokserskiego turnieju Bigger's Better z 2013 r. Były mistrz Fight Exclusive Night. Od 2018 mistrz świata WKN w wadze superciężkiej. Wieloletnim trenerem Sarary jest czterokrotny zwycięzca K-1 World GP Ernesto Hoost. Współwłaściciel organizacji kick-bokserskiej Strike King.

## Kariera w kick-boxingu
W 2008 r. na Mistrzostwach Europy WAKO w Porto, zajął drugie miejsce w kat. +91 kg, przegrywając w finale z Białorusinem Alaksiejem Kudzinem. 18 lipca 2008 został zawodowym mistrzem Polski w kat. +91 kg, wygrywając z Danielem Omielańczukiem na punkty.
10 maja 2009 na gali Angels of Fire V, pokonał przez techniczny nokaut w 1. rundzie Kamila Sokołowskiego, zostając mistrzem Polskiego Związku Kick-boxerskiego (PZKB) w kat. 95 kg.
28 marca 2010 zadebiutował w turnieju K-1, który miał miejsce w Warszawie. Sarara doszedł ostatecznie do finału, przegrywając w nim przez nokaut z Estończykiem Daniilem Sapljoszynem. Wcześniej Polak pokonywał w ćwierćfinale Białorusina Ihara Buhajenke i w półfinale z Ukraińca Dmitrija Bezusa.
W latach 2010–2012 zostawał m.in. mistrzem Polski w formule low kick, mistrzem Baltic Martial Arts Federation (BMAF) w wadze ciężkiej w formule K-1 oraz dochodził do finału rosyjskiego turnieju Tatneft Arena, podczas którego wygrywał m.in. z Saulo Cavalarim.
W 2014 ponownie został mistrzem Polski w low kicku. W latach 2015–2017 był związany z Fight Exclusive Night gdzie był niepokonany oraz dzierżył od 15 października 2016 pas mistrzowski w kat. 95 kg.
Ponad miesiąc od zdobycia pasa FEN wystąpił w walce wieczou gali Celtic Gladiator 11 w Krakowie. 26 listopada 2016 na tym wydarzeniu pokonał przez TKO w drugiej rundzie Ihara Kamkou  Jego pierwotnym rywalem miał być Miroslav Stverak, który musiał wycofać się z powodu choroby.
6 października 2017 został mistrzem polsko-irlandzkiej organizacji Celtic Gladiator pokonując przed czasem Luciano Zampieriego.
Podczas gali Spartan Fight 9 , która odbyła się 2 grudnia 2018 w Chorzowie zmierzył się z Łotyszem, Arturem Gorlovem. Sarara wypunktował rywala na pełnym dystansie i zwyciężył jednogłośnie na kartach punktowych.
25 maja 2018 podczas gali Boxing Night 14: Narodowa Gala Boksu na Stadionie Narodowym w Warszawie pokonał przez TKO w czwartej rundzie Słowaka Tomáša Možnego, który z powodu głębokiego rozcięcia na czole nie został dopuszczony do kontynuowania pojedynku. Stawką pojedynku był zwakowany pas mistrza świata World Kickboxing Network (WKN) wagi super ciężkiej w formule orientalnej.
8 grudnia 2018 zawalczył z Białorusinem, Piotrem Romankiewiczem o jego pas mistrza DSF w kategorii ciężkiej. W czwartej rundzie znokautował rywala wysokim kopnięciem na głowę, stając się nowym mistrzem. 
Do pierwszej obrony pasa DSF przystąpił 23 lutego następnego roku, w swoim rodzinnym mieście, Krakowie. Jego rywalem był mistrz Świata WAKO, i mistrz świata w boksie tajskim, Abderahmane Coulibaly. Sarara obronił mistrzostwo, zwyciężając jednogłośną decyzją sędziów.
W lipcu 2023 roku nowopowstała organizacja typu freak fight – Clout MMA ogłosiła walkę Sarary z Jayem Silvą w formule K-1, która odbyła się 5 sierpnia w warszawskiej hali COS Torwar. Zwyciężył przez jednogłośną decyzję sędziowską.
Nieoczekiwanie na 3 dni przed galą Clout MMA 2 (28 października 2023, Orlen Arena Płock) wszedł na zastępstwo za Jérôme'a Le Bannera do walki z Dawidem Załęckim. Pojedynek potrwał trzy rundy, a sędziowie przyznali większościowy remis. Jeden z sędziów punktowych przyznał zwycięstwo Załęckiemu (27-29), zaś dwaj pozostali ogłosili remis (28-28, 28-28).
Podczas walki wieczoru gali Strike King 1, która odbyła się 13 stycznia 2024 w Kopalni Soli „Wieliczka” zawalczył z niepokonanym Rumunem, Alinem Nechitą. Po problemach w rundzie trzeciej i ogłoszonej dodatkowej odsłonie zwyciężył pojedynek przez niejednogłośną decyzję sędziów.
Drugą walkę dla federacji Strike King, stoczył 1 lutego 2025 na gali Strike King 4 w Trzebnicy. Jego pierwotnym przeciwnikiem miał być były rywal, Władimir Tok, jednak ten wypadł z walki wieczoru, a na jego miejsce wszedł dwukrotny mistrz Europy i świata WAKO, Miroslav Vujović. Sarara przegrał przez jednogłośną decyzję sędziów (30-26, 30-26, 30-27). 
Podczas walki wieczoru gali Strike King 5, która odbyła się 30 maja 2025 w Krakowie, skrzyżował rękawice z reprezentantem Włoch, Andreą Oliverim. W drugiej rundzie Sarara trafił Olivieriego mocnym ciosem sierpowym, po którym rywal upadł na matę. Chwilę później z narożnika Włocha poleciał ręcznik, co skłoniło sędziego do przerwania walki.  
Podczas wydarzenia Fame 26: Gold, które odbyło się 12 lipca 2025 w warszawskim Studiu ATM, wziął udział w Golden Tournament w wadze ciężkiej. Formułą turnieju były zasady K-1 w rękawicach do MMA. Główną nagrodą dla zwycięzcy całego turnieju był milion złotych w sztabkach złota. Sarara w pierwszym etapie turnieju zmierzył się z Denisem Labrygą, z którym przegrał niejednogłośnie na punkty po kontrowersyjnej walce. Po ogłoszeniu werdyktu Sarara publicznie zakwestionował decyzję sędziów, krytykując ich pracę. Mimo porażki w ćwierćfinale, Sarara powrócił do turnieju jako zastępstwo za niezdolnego do dalszej rywalizacji Patryka Tołkaczewskiego i wystąpił w półfinale, w którym przegrał z Mateuszem Kubiszynem jednogłośnie na punkty.  

## Boks
W latach 2010–2013 startował w turniejach bokserskich Bigger's Better. 4 listopada 2011 został finalistą zawodów, przegrywając w decydującym starciu z Francuzem Nicolasen Wambą na punkty, natomiast 24 maja 2013, wygrał 22 edycję turnieju, pokonując w finałowym pojedynku Słowaka Tomáša Možnego.
24 września 2016 zawodowo zadebiutował w boksie, nokautując Łukasza Zygmunta w 2. rundzie. 
24 maja 2023 federacja High League organizująca walki freak fight ogłosiła na odbywającej się tego dnia konferencji prasowej zakontraktowanie Tomasza Sarary na walkę z profesjonalnym zawodnikiem MMA Michałem Pasternakiem. Planowano by pojedynek odbył się na gali High League 7: Grand Prix w formule bokserskiej (w rękawicach do MMA) 17 czerwca tego samego roku w krakowskiej Tauron Arenie. Ostatecznie wydarzenie to zostało anulowane.

## Kariera MMA
24 kwietnia 2021 poinformował o podpisaniu kontraktu z polską organizacją promującą mieszane sztuki walki (MMA) – Konfrontacją Sztuk Walki. 24 czerwca 2021 federacja KSW ogłosiła pojedynek Sarary z jego byłym pogromcą z kick-boxingu, rosyjsko-niemieckim Władimirem Tokiem, jednak ten na dzień przed wydarzeniem wypadł z tego zestawienia. Nowym rywalem Sarary podczas gali KSW 62 został Chorwat – Filip Bradaric. Pojedynek przez dwie rundy wygrywał zawodnik z Bałkanów, jednak to w trzeciej odsłonie zwyciężył Polak przez TKO, po tym jak rywal się poddał, odklepując w matę po ciosach w parterze Sarary. 
Drugą walkę dla Konfrontacji Sztuk Walki stoczył 20 sierpnia 2022 podczas głównej walki wieczoru gali KSW 73, w której zmierzył się z utytułowanym kick-bokserem, Arkadiuszem Wrzoskiem. Walkę przegrał przez TKO w rundzie trzeciej. Była to jego pierwsza przegrana od 10 lat. Trzy dni po gali Wrzosek oraz Sarara zostali nagrodzeni bonusem finansowym za najlepszą walkę wieczoru tamtej gali. 
22 kwietnia 2023 w drugiej walce wieczoru gali XTB KSW 81: Bartosiński vs. Szczepaniak w Tomaszowie Mazowieckim, zawalczył z doświadczonym kick-bokserem, Errolem Zimmermanem. Sarara po wygranej pierwszej rundzie, ostatecznie przegrał przez techniczny nokaut w następnej. Po przegranej, w materiale wideo zamieszczonym na swoim kanale ogłosił zakończenie kariery w mieszanych sztukach walki. 24 maja organizacja KSW na Twitterze opublikowała komunikat o zakończeniu kontraktu z Sararą. 

## Osiągnięcia[63]

### Kick-boxing
- Sześciokrotny amatorski mistrz Polski
- 2008: Mistrzostwa Europy WAKO – 2. miejsce w kat. +91 kg
- 2008: mistrz Polski w formule K-1 w kat. +91 kg
- 2009: mistrz PZKB w kat. 95 kg
- 2010: K-1 WGP 2010 Warszawa w formule K-1 – 2. miejsce
- 2010: mistrz Polski w formule low kick w kat. +91 kg
- 2012: mistrz BMAF w formule K-1 w kat. 95 kg
- 2012: Tatneft Arena – 2. miejsce
- 2014: mistrz Polski w formule low kick w kat. +91 kg
- 2014: Mistrzostwa Polski w formule K-1 – 3. miejsce w kat. +91 kg[64]
- 2016: mistrz FEN w formule K-1 w kat. -95 kg
- 2017: mistrz Celtic Gladiator w formule K-1 w kat. -95 kg
- 2018: mistrz świata WKN w formule orientalnej w wadze super ciężkiej
- 2018: mistrz DSF w formule K-1 w kat. +91 kg

### Boks
- 2011: Bigger's Better 8 – 2. miejsce
- 2013: Bigger's Better 22 – 1. miejsce

## Lista walk w kick-boxingu
| Wynik     | Bilans  | Przeciwnik           | Rozstrzygnięcie                   | Runda | Czas | Rozgrywki                                   | Data       | Miejsce     | Uwagi |
| --------- | ------- | -------------------- | --------------------------------- | ----- | ---- | ------------------------------------------- | ---------- | ----------- | --- |
| Przegrana | 44-10-1 | Mateusz Kubiszyn     | Decyzja (jednogłośna)             | 2     | 3:00 | Fame 26: Gold                               | 12.07.2025 | Warszawa    | Połfinał turnieju Golden Tournament w wadze ciężkiej. Zasady K-1 w małych rękawicach do MMA. Walka w oktagonie     |
| Przegrana | 44-9-1  | Denis Labryga        | Decyzja (niejednogłośna)          | 2     | 3:00 | Fame 26: Gold                               | 12.07.2025 | Warszawa    | Ćwierćfinał turnieju Golden Tournament w wadze ciężkiej. Zasady K-1 w małych rękawicach do MMA. Walka w oktagonie. |
| Wygrana   | 44-8-1  | Andrea Oliveri       | TKO (wrzucenie ręcznika do ringu) | 2     | 1:47 | Strike King 5                               | 30.05.2025 | Kraków      | Walka w rękawicach MMA. Main Event                                                                                 |
| Przegrana | 43-8-1  | Miroslav Vujović     | Decyzja (jednogłośna)             | 3     | 3:00 | Strike King 4                               | 01.02.2025 | Trzebnica   | Main Event |
| Wygrana   | 43-7-1  | Alin Nechita         | Decyzja (niejednogłośna)          | 4     | 3:00 | Strike King 1                               | 13.01.2024 | Wieliczka   | Main Event |
| Remis     | 42-7-1  | Dawid Załęcki        | Remis (większościowy)             | 3     | 3:00 | Clout MMA 2: Omielańczuk vs. Bad Boy        | 28.10.2023 | Płock       | Walka w rękawicach MMA.                                                                                            |
| Wygrana   | 42-7    | Jay Silva            | Decyzja (jednogłośna)             | 3     | 3:00 | Clout MMA 1: Fonfara vs. Najman             | 05.08.2023 | Warszawa    | Walka w rękawicach MMA.                                                                                            |
| Wygrana   | 41-7    | Abdarhmane Coulibaly | Decyzja (jednogłośna)             | 5     | 3:00 | DSF Kickboxing Challenge 20: Królowie Ringu | 23.02.2019 | Kraków      | Obronił pas mistrza DSF w kategorii ciężkiej.                                                                      |
| Wygrana   | 40-7    | Piotr Romankiewicz   | TKO (kopnięcie na głowę)          | 4     | 0:59 | DSF Kickboxing Challenge 18                 | 08.12.2018 | Ząbki       | Zdobył pas mistrza DSF w kategorii ciężkiej.                                                                       |
| Wygrana   | 39-7    | Tomáš Možný          | TKO (niezdolność do walki)        | 4     | 1:40 | Boxing Night 14: Narodowa Gala Boksu        | 25.05.2018 | Warszawa    | Zdobył pas mistrza świata WKN w kategorii super ciężkiej.                                                          |
| Wygrana   | 38-7    | Artur Gorlov         | Decyzja (jednogłośna)             | 3     | 3:00 | Spartan Fight 9                             | 02.12.2017 | Chorzów     | |
| Wygrana   | 37-7    | Luciano Zampieri     | TKO (cios kolanem i pięściami)    | 1     | ?    | Celtic Gladiator 14                         | 06.10.2017 | Londyn      | Zdobył pas mistrzowski Celtic Gladiator w kat. -95 kg.                                                             |
| Wygrana   | 36-7    | Andrij Osadchyj      | TKO                               | 1     | ?    | Spartan Fight 8                             | 23.09.2017 | Kraków      | |
| Wygrana   | 35-7    | Bas Vorstenbosch     | Decyzja (niejednogłośna)          | 3     | 3:00 | Spartan Fight 7                             | 01.04.2017 | Chorzów     | |
| Wygrana   | 34-7    | Ihar Kamkou          | TKO (ciosy pięściami)             | 2     | ?    | Celtic Gladiator 11                         | 26.11.2016 | Kraków      | |
| Wygrana   | 33-7    | Dennis Stolzenbach   | Decyzja (jednogłośna)             | 3     | 3:00 | FEN 14: Silesian Rage                       | 15.10.2016 | Katowice    | Został mistrzem FEN w kat. -95 kg.                                                                                 |
| Wygrana   | 32-7    | Ivan Bartek          | Decyzja (jednogłośna)             | 3     | 3:00 | FEN 11: Warsaw Time                         | 19.03.2016 | Warszawa    | |
| Wygrana   | 31-7    | Andre Schmeling      | Decyzja (jednogłośna)             | 3     | 3:00 | FEN 8: Summer Edition                       | 31.07.2015 | Kołobrzeg   | |
| Wygrana   | 30-7    | Nikolai Falin        | KO (ciosy pięściami)              | 2     | ?    | FEN 7: Real Combat                          | 24.04.2015 | Bydgoszcz   | Bonus za nokaut wieczoru.                                                                                          |
| Wygrana   | 29-7    | Michał Liberacki     | Decyzja                           | 3     | ?    | Mistrzostwa Polski K-1 Rules                | 14.06.2014 | Wrocław     | Ćwierćfinał turnieju, Wycofał się z dalszej rywalizacji.                                                           |
| Wygrana   | 28-7    | Jegish Yegoian       | Decyzja (jednogłośna)             | 3     | 3:00 | Pride of the Royal City                     | 25.10.2014 | Kraków      | |
| Wygrana   | 27-7    | Peter Balaž          | TKO (przerwanie przez sędziego)   | 1     | 1:24 | Battle of Warriors II                       | 11.04.2014 | Kraków      | |
| Wygrana   | 26-7    | Michał Turyński      | Decyzja                           | 3     | 2    | Mistrzostwa Polski w low-kicku              | 16.03.2014 | Bełchatów   | Finał turnieju. |
| Wygrana   | 25-7    | Wojciech Stawicki    | Decyzja                           | 3     | 2    | Mistrzostwa Polski w low-kicku              | 16.03.2014 | Bełchatów   | Półfinał turnieju.                                                                                                 |
| Wygrana   | 24-7    | Michał Liberacki     | Decyzja                           | 3     | 2    | Mistrzostwa Polski w low-kicku              | 16.03.2014 | Bełchatów   | Ćwierćfinał turnieju.                                                                                              |
| Wygrana   | 23-7    | Turpal Tokajew       | Decyzja                           | 3     | 3    | Tatneft Cup                                 | 31.01.2014 | Kazań       | Ćwierćfinał turnieju Tatneft Cup.                                                                                  |
| Wygrana   | 22-7    | Michał Wlazło        | Decyzja                           | 3     | 3    | Battle of Warriors                          | 12.10.2013 | Kraków      | |
| Wygrana   | 21-7    | Wojciech Jastrzębski | TKO (niskie kopnięcia)            | 2     | ?    | Nowotarska Gala Drużyny Mistrzów            | 05.05.2013 | Nowy Targ   | |
| Przegrana | 20-7    | Władimir Tok         | Decyzja                           | 3     | 3    | Tatneft Cup                                 | 19.07.2012 | Kazań       | Półfinał turnieju Tatneft Cup.                                                                                     |
| Przegrana | 20-6    | Władimir Miniejew    | Decyzja                           | 3     | 3:00 | Fight Nights: Battle On Kama                | 20.06.2012 | Perm        | |
| Wygrana   | 20-5    | Saulo Cavalari       | Decyzja                           | 3     | 4    | Tatneft Cup                                 | 02.06.2012 | Kazań       | Ćwierćfinał turnieju Tatneft Cup.                                                                                  |
| Wygrana   | 19-5    | Alex Roberts         | Decyzja (jednogłośna)             | 3     | 3:00 | Hoost Cup                                   | 20.05.2012 | Nagoja      | |
| Wygrana   | 18-5    | Daniel Skvor         | TKO (ciosy pięściami)             | 2     | ?    | Battles of The Dragons 6                    | 21.04.2012 | Pomiechówek | Zdobył pas BMAF w kat. 95 kg.                                                                                      |
| Wygrana   | 17-5    | Damian Trzciński     | Decyzja (jednogłośna)             | 3     | 3    | Winner Punch 2                              | 24.03.2012 | Piła        | |
| Wygrana   | 16-5    | Zentai Mate          | Decyzja                           | 3     | 3    | Tatneft Cup                                 | 24.02.2012 | Kazań       | 1/8 turnieju Tatneft Cup.                                                                                          |
| Wygrana   | 15-5    | Karol Celiński       | Decyzja                           | 3     | 3    | King of Sanda                               | 04.12.2011 | Warszawa    | Pojedynek w formule sanda.                                                                                         |
| Przegrana | 14-5    | Daniel Trzciński     | Decyzja                           | 3     | 3:00 | Gala MMA i K-1 w Bydgoszczy                 | 19.11.2010 | Bydgoszcz   | |
| Wygrana   | 14-4    | Michał Turyński      | Decyzja                           | 3     | 3:00 | Mistrzostwa Polski w low kicku              | 19.09.2010 | Świebodzice | Finał turnieju. |
| Wygrana   | 13-4    | Dariusz Lipski       | Decyzja                           | 3     | 3:00 | Mistrzostwa Polski w low kicku              | 19.09.2010 | Świebodzice | Półfinał turnieju.                                                                                                 |
| Przegrana | 12-4    | Daniil Sapljoszyn    | KO (wysokie kopnięcie)            | 1     | ?    | K-1 World GP 2010 in Warsaw                 | 28.03.2010 | Warszawa    | Finał turnieju K-1.                                                                                                |
| Wygrana   | 12-3    | Dmitrij Bezus        | Decyzja                           | 4     | 3:00 | K-1 World GP 2010 in Warsaw                 | 28.03.2010 | Warszawa    | Półfinał turnieju K-1.                                                                                             |
| Wygrana   | 11-3    | Ihar Buhajenko       | TKO (przerwanie przez narożnik)   | 3     | 1:04 | K-1 World GP 2010 in Warsaw                 | 28.03.2010 | Warszawa    | Ćwierćfinał turnieju K-1.                                                                                          |
| Przegrana | 10-3    | Rodney Glunder       | Decyzja                           | 3     | 3:00 | Beast of the East                           | 30.01.2010 | Zutphen     | |
| Wygrana   | 10-2    | Yahya Gulay          | TKO (przerwanie przez lekarza)    | 2     | ?    | Mix Fight Gala IX                           | 05.12.2009 | Darmstadt   | |
| Wygrana   | 9-2     | Dariusz Lipski       | KO (wysokie kopnięcie)            | 2     | ?    | Beast of the East                           | 14.11.2009 | Gdynia      | |
| Wygrana   | 8-2     | ?                    | TKO                               | 1     | ?    | Gala w Niemczech                            | 03.10.2009 | Oberhausen  | |
| Wygrana   | 7-2     | Kamil Sokołowski     | TKO (ciosy pięściami)             | 1     | ?    | Angels of Fire V                            | 10.05.2009 | Płock       | Został mistrzem PZKB w kat. 95 kg.                                                                                 |
| Przegrana | 6-2     | Lorenz Gavier        | Decyzja                           | 3     | 3:00 | Fight for Delight                           | 11.04.2009 | Almelo      | |
| Wygrana   | 6-1     | Frits Mijnen         | Decyzja                           | 3     | 3    | Beast of the East                           | 24.01.2009 | Zutphen     | |
| Przegrana | 5-1     | Alaksiej Kudzin      | Decyzja                           | 3     | 3    | Mistrzostwa Europy WAKO                     | 30.11.2008 | Porto       | Finał turnieju WAKO.                                                                                               |
| Wygrana   | 5-0     | Mladen Bozić         | Decyzja                           | 3     | 3    | Mistrzostwa Europy WAKO                     | 30.11.2008 | Porto       | Półfinał turnieju WAKO.                                                                                            |
| Wygrana   | 4-0     | Ivan Bijelić         | Decyzja                           | 3     | 3    | Mistrzostwa Europy WAKO                     | 30.11.2008 | Porto       | Ćwierćfinał turnieju WAKO.                                                                                         |
| Wygrana   | 3-0     | Rik van Soest        | Decyzja                           | 3     | 3    | Glory 10: The Battle of Arnhem              | 09.11.2008 | Arnhem      | |
| Wygrana   | 2-0     | Daniel Omielańczuk   | Decyzja                           | 3     | 3    | Gala Sportów Walki                          | 18.07.2008 | Kołobrzeg   | Został zawodowym mistrzem Polski w kat. +91 kg.                                                                    |
| Wygrana   | 1-0     | Nattahawut Pralomram | KO                                | 2     | ?    | WKN Poland / Gala K-1                       | 01.03.2008 | Wołów       | |

## Lista walk w boksie
| Wynik   | Rekord | Przeciwnik (bilans przed walką) | Rozstrzygnięcie | Runda | Czas | Rozgrywki | Data       | Miejsce | Uwagi           |
| ------- | ------ | ------------------------------- | --------------- | ----- | ---- | --------- | ---------- | ------- | --------------- |
| Wygrana | 1-0    | Łukasz Zygmunt (2-4)            | KO              | 2/4   | 1:35 | ?         | 24.09.2016 | Kalisz  | Debiut w boksie |

## Lista walk w MMA
| Wynik     | Bilans | Przeciwnik (bilans przed walką) | Rozstrzygnięcie                      | Runda | Czas | Rozgrywki                               | Data       | Miejsce             | Uwagi                               |
| --------- | ------ | ------------------------------- | ------------------------------------ | ----- | ---- | --------------------------------------- | ---------- | ------------------- | ----------------------------------- |
| Przegrana | 1-2    | Errol Zimmerman (0-1)           | TKO (ciosy pięściami)                | 2     | 3:53 | XTB KSW 81: Bartosiński vs. Szczepaniak | 22.04.2023 | Tomaszów Mazowiecki | Co-Main Event                       |
| Przegrana | 1-1    | Arkadiusz Wrzosek (0-0)         | TKO (ciosy pięsciami)                | 3     | 3:55 | KSW 73: Wrzosek vs. Sarara              | 20.08.2022 | Warszawa            | Bonus za walkę wieczoru. Main Event |
| Wygrana   | 1-0    | Filip Bradarić (5-3)            | TKO (poddanie po ciosach w parterze) | 3     | 1:41 | KSW 62: Kołecki vs. Szostak             | 17.07.2021 | Warszawa            | Debiut w MMA                        |